# Plélauff
 Plélauff  (en bretón Pellann) es una población y comuna francesa, situada en la región de Bretaña, departamento de Côtes-d'Armor, en el distrito de Guingamp y cantón de Gouarec.

## Demografía
| 957 | 842 | 741 | 695 | 679 | 689 |
| Para los censos de 1962 a 1999 la población legal corresponde a la población sin duplicidades (Fuente: INSEE [Consultar]) |     |     |     |     |     |